# Pixlet
Pixlet(ピクスレット)は米Appleが開発したビデオコーデック。

## 概要
Appleがピクサーと共同開発したビデオコーデックの一つである。同社のQuickTimeでサポートする。高解像度イメージシーケンス(複数の静止画を連結し動画にしたもの)を簡単にチェックするために考案された業務志向の技術である。
符号化方式にウェーブレットベースの画像解析技術を用いており、Motion JPEG、MPEG-2、H.264などの各種圧縮プロトコルに付き物のブロックノイズを低減する。ノイズは原理上は発生する事はない。解像度の大きいムービーに向いたコーデックである。